# سیارک ۲۶۳۱۴
سیارک ۲۶۳۱۴ (به انگلیسی: 26314 Skvorecky، نامگذاری:1998UJ1) بیست و شش هزار و سیصد و چهاردهمین سیارک کشف‌شده‌ است که در ۱۶ اکتبر ۱۹۹۸ کشف شد.
قدر مطلق سیارک برابر ۱۱.۷ است.